# Bath Iron Works
Bath Iron Works (GD/BIW) - stocznia położona nad rzeką Kennebec w mieście Bath, w stanie Maine. Stocznia buduje jednostki zarówno dla odbiorców cywilnych jak i wojskowych. Od 1995 roku jest własnością koncernu General Dynamics.

## Historia
Stocznia została założona w 1884 przez generała Thomasa W Hyde który służył pod rozkazami generała Philipa Sheridana podczas wojny secesyjnej. W 1890 stocznia zdobyła swoje pierwsze zamówienie na dwie wykonane z żelaza kanonierki. Na pierwszej z nich USS „Machias” (PG-5) podczas I wojny światowej służył późniejszy admirał Chester Nimitz.
W kolejnych latach stocznia budowała okręty różnych klas: pancernik, krążowniki, niszczyciele, a od 1988 buduje najnowsze niszczyciele rakietowe US Navy należące do typu Arleigh Burke.

## Zbudowane okręty
- Kanonierka USS „Machias” 1892
- Taranowiec USS „Katahdin” wodowany 1893
- Pancernik USS „Georgia” (BB-15) wodowany 1904

- Niszczyciele typu Fletcher
  - USS „Nicholas” wodowany 1942
  - USS „O’Bannon” wodowany 1942

- Fregaty rakietowe typu Oliver Hazard Perry
  - USS „Oliver Hazard Perry” wodowany 1976
  - USS „Samuel B. Roberts” wodowany 1984, uszkodzony przez minę morską w 1988
  - USS „Simpson” wodowany 1984, który w 1988 w Zatoce Perskiej zatopił irański kuter rakietowy
- Niszczyciele rakietowe typu Arleigh Burke
  - USS „Arleigh Burke” wodowany 1989
  - USS „O’Kane” wodowany 1998
  - USS „Bainbridge” wodowany 2005
  - USS „Gridley” wodowany 2006